# Hornungia
Hornungia Rchb. – rodzaj roślin z rodziny kapustowatych. Obejmuje 7 gatunków. Rośliny te rosną w Europie, północnej Afryce oraz zachodniej i środkowej Azji na wschodzie sięgając po Pakistan i Mongolię. Hornungia procumbens jest szeroko rozprzestrzenionym w świecie gatunkiem inwazyjnym, obecnym w Ameryce Północnej, Południowej, w Południowej Afryce, w Australii i Nowej Zelandii. W Polsce gatunkiem rodzimym jest rzeżuszka alpejska Hornungia alpina.
Rośliny z tego rodzaju bywają uprawiane jako ozdobne.
Nazwa rodzaju upamiętnia niemieckiego farmaceutę Ernsta Gottfrieda Hornunga (1795–1862).

## Morfologia
PokrójRośliny jednoroczne, rzadziej byliny o pędach prosto wzniesionych, podnoszących się lub płożących, zwykle rozgałęziających się. Pędy są nagie lub owłosione. Włoski są mieszane – pojedyncze, nierozgałęzione i rozgałęzione.
LiścieŁodygowe i odziomkowe, ogonkowe lub nieznacznie zwężone u nasady i niemal siedzące. Blaszka całobrzega lub ząbkowana, czasem pierzasto wcinana lub klapowana.
KwiatyZebrane w groniasty kwiatostan, wydłużający się lub niewydłużający się podczas owocowania. Szypułki w czasie owocowania odgięte. Działki kielicha cztery, jajowate, rozpostarte lub odgięte. Płatki korony także cztery, białe, łopatkowate, jajowate lub jajowatolancetowate, dłuższe lub krótsze od działek. Pręcików jest 6 (rzadko 4), z czego dwa dłuższe. Pylniki jajowate. U nasady nitek pręcików znajdują się pojedyncze, boczne miodniki.
OwoceŁuszczynki eliptyczne, jajowate, czasem kulistawe lub lancetowate, nagie.

## Systematyka
Pozycja systematyczna
Rodzaj z rodziny kapustowatych (Brassicaceae), rzędu kapustowców (Brassicales). W obrębie rodziny należy do plemienia Descurainieae.
Wykaz gatunków
- Hornungia alpina (L.) O.Appel – rzeżuszka alpejska
- Hornungia angustilimbata V.I.Dorof.
- Hornungia aragonensis (Loscos & J.Pardo) Heywood
- Hornungia pauciflora (W.D.J.Koch) Soldano, F.Conti, Banfi & Galasso
- Hornungia petraea (L.) Rchb.
- Hornungia procumbens (L.) Hayek
- Hornungia puberula (Rupr.) D.A.German